# クルト・ゲロン
クルト・ゲロン（Kurt Gerron、1897年5月11日 - 1944年10月28日）は、ドイツ帝国生まれのユダヤ人の俳優、歌手、映画監督である。「クルト・ゲロン」は舞台名であり、生誕時の名前はクルト・ゲルゾン(Kurt Gerson)。
ナチス・ドイツに捕らえられ、テレーズィエンシュタットに連行されてナチスのためのプロパガンダ映画の製作を任されたのち、アウシュヴィッツ強制収容所に移送され、収容所内のガス室で殺された。

## 生い立ち
1897年、ベルリンのハンザフィアテルにて、中流階級のユダヤ人夫婦の間に生まれた。父マックスは菓子職人であった。17歳で高校を卒業後、クルトは医学を学んでいたが、第一次世界大戦が勃発したことで軍隊に召集された。戦闘の前線にいたクルトは負傷し、戦闘ができなくなると、軍隊で医療を担当することになった。

## 俳優として

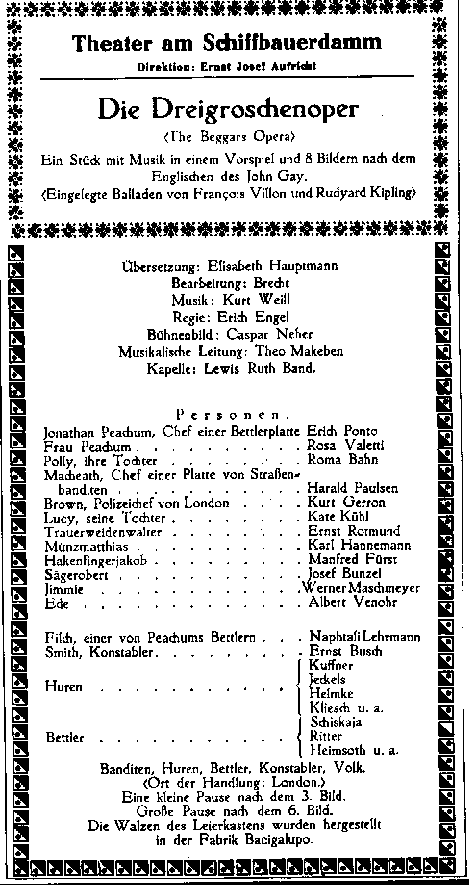
1928年8月31日に初演された三文オペラの演目一覧

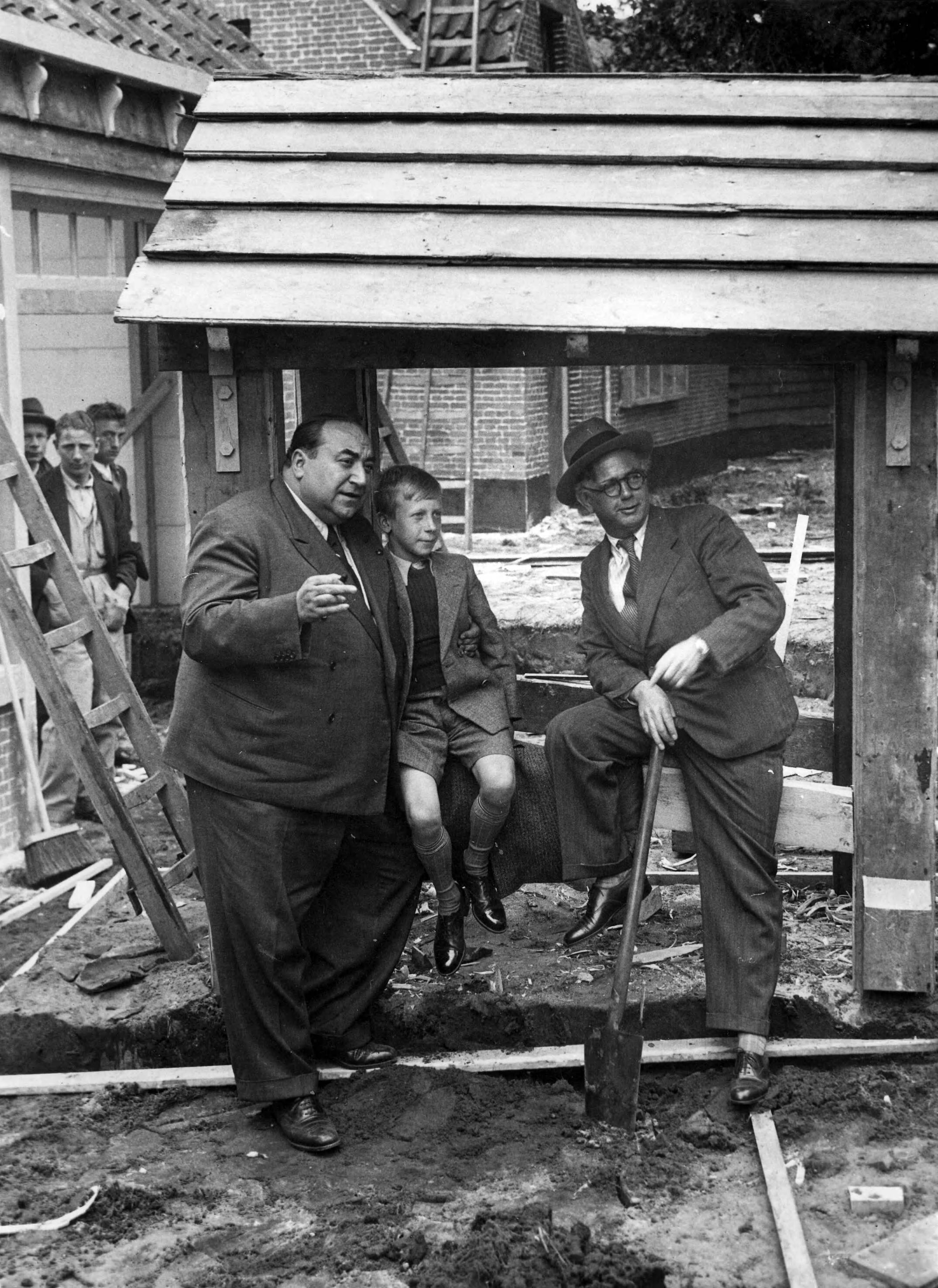
オランダの作家、アドリアーヌス・ミヒール・デ・ヨング（右）と（1936年）

戦争が終わると、ゲロンの関心は医学から演劇に移っていた。ゲロンは「医師と役者には、共通点がある。人間の観察だ」と考えた。1920年、ゲロンは演出家のマックス・ラインハルト(Max Reinhardt)が手掛ける演劇にて、舞台俳優としてデビューする。演技についての特別な訓練は受けなかった。1921年には、トルーデ・ヘスターベルク(Trude Hesterberg)が出演するキャバレー『Wilde Bühne』にも出演した。この頃に、オルガ・マイヤー(Olga Meyer)と出会い、結婚する。1925年まで、ラインハルトによる舞台演劇に出演し続けた。のちにレヴュー(Revues, 「大衆娯楽演芸」）やサイレント映画にも役者として出演した。1926年には、短編映画の監督も務めている。ゲロンは生理学的な病気である甲状腺機能亢進症(Hyperthyroidism)が原因による肥満に悩まされていたが、その体は彼を特徴付ける要素でもあった。自身と同じドイツ系ユダヤ人の俳優であるズィークフリート・アルノとデュオを組んだこともある。
1928年、シッフバウアーダム劇場(Theater am Schiffbauerdamm)にて、ベルトルト・ブレヒト(Bertolt Brecht)が手掛けた『三文オペラ』(Die Dreigroschenoper)にて、ロンドンの警察署長「タイガー・ブラウン」役で出演。劇中にて、クルト・ヴァイル(Kurt Weill)が作曲した「メッキ・メッサーのモリタート」(Die Moritat von Mackie Messer)も歌っている。のちにこの曲は英語に翻訳され、『マック・ザ・ナイフ』(Mack the Knife)の曲名で知られるようになる。この劇に出演したことでゲロンは名声を獲得し、その名を広く知られるようになった。
1930年には、ヨーゼフ・フォン・シュテルンベルク(Josef von Sternberg)が監督した映画『嘆きの天使』(Der blaue Engel)、ヴィルヘルム・ティーレ(Wilhelm Thiele)が監督した映画『ガソリン・ボーイ三人組』(Die Drei von der Tankstelle)にも出演した。1931年から1933年にかけて、ゲロンはドイツの映画会社『UFA』で7本の映画を監督し、その内の一部の作品はフィンランドでも上映された。
1933年、ゲロンは長編映画『Kind, ich freu' mich auf Dein Kommen』の監督を務めた。同年、パウル・フォン・ヒンデンブルク(Paul von Hindenburg)がアドルフ・ヒトラー(Adolf Hitler)を宰相に任命し、国家社会主義ドイツ労働者党が政権を掌握する。

## 亡命生活
ナチスが政権を握ったのち、ドイツ国内におけるユダヤ人たちは、徐々に生活がままならなくなっていった。宣伝大臣のヨーゼフ・ゲッベルス(Joseph Goebbels)は、ドイツ国内からユダヤ人を排除する動きを強めるようになった。
1933年、ゲロンは両親や妻オルガを連れてドイツから脱出した。最初はパリに向かい、同地で映画製作に従事した。当時、ナチスに影響されたフランスの民族主義者が、移民が映画産業に参入するのを阻止しようとしたが、ゲロンはパリで映画を2本製作できた。
1935年、オーストリアのウイーンに移るも、政治情勢が悪化していたために、今度はオランダのアムステルダムへ向かった。ゲロンはオランダ語を学び、役者として劇場に立ったり、映画監督としての仕事もできた。
ピーター・ローレ(Peter Lorre)やヨーゼフ・フォン・シュテルンベルク、『嘆きの天使』で共演したマレーネ・ディートリヒ(Marlene Dietrich)を通して、ゲロンは「ハリウッドで働かないか」との打診を数回受けていたが、いずれも固辞した。他のユダヤ人たちと同様に、ゲロンは、いつの日か、以前のような芝居が可能なドイツに再び戻る日がやって来るだろうと考えていたのかもしれない。
1940年の夏にドイツ国防軍がオランダを占領すると、ユダヤ人の役者は、ユダヤ人以外の観客に芝居を披露することは許されなくなり、時間が経つにつれてオランダ国内のユダヤ人に対する迫害はますます強まっていった。

## テレーズィエンシュタット
1943年の秋、ゲロン一家はオランダの北東にあるヴェステルボルク(Westerbork)へ送られた。ここは当初、ドイツから逃れてきたユダヤ人の難民キャンプの場として機能しており、「テレーズィエンシュタット」(Theresienstadt)と呼ばれるゲットー(Ghetto, ユダヤ人の居住区）に送られるまで、ゲロンはキャバレーに出演して人々を楽しませようとしていた。
テレーズィエンシュタットに送られてきた一部のユダヤ人たちは「特権的なドイツ系ユダヤ人」と見なされており、ゲットーでの生活を許されていた。ゲロン自身はかつて第一次世界大戦に従軍してドイツのために戦い、俳優および映画監督としても著名な人物であったことで、テレーズィエンシュタットにおける特権的な地位を与えられた。1944年の2月下旬、ゲロン一家はテレーズィエンシュタットに移送された。だが、ゲロン一家が到着した時点で、ここは飢餓と伝染病が蔓延する劣悪な環境下にあり、多くのユダヤ人が命を落としていった。この年、テレーズィエンシュタットが国際赤十字社に公開されることになり、ナチスはここの施設を美化しようと考えた。「ユダヤ人入植地」に名前を変更し、建物の壁を塗り直し、庭園を造り、銀行、喫茶店、劇場、コンサートホール、競技場までも新たに建設した。赤十字社の査察官たちがやってくると、競技場ではサッカーの試合や子供たちによるオペラの合唱が行われた。赤十字社は、ナチスによるプロパガンダにまんまと騙された。
1940年、ヨーゼフ・ゲッベルスによる指示で『永遠のユダヤ人』（ 『Der ewige Jude』 ）と題したプロパガンダ映画を製作・公開した。この映画では、「（アーリア民族に悪影響を与えた）劣ったユダヤ人」の一例としてゲロンが登場している。この映画はテレーズィエンシュタットでも上映された。
ゲロンはジャズ・ピアニストのマルティン・ロマン(en:Martin Roman)とともにゲットー・キャバレー「ダス・カルーセル」（「Das Karussell」）に出演するようになった。
1944年8月、ナチス親衛隊はゲロンに対し、『Ein Dokumentarfilm aus dem jüdischen Siedlungsgebiet / Der Führerschenkt den Juden eine Stadt』（『ユダヤ人入植地のドキュメンタリー ～総統がユダヤ人に都市を与える～』）と題したプロパガンダ映画の製作を命じた。ナチスは自分たちに都合の良い内容のプロパガンダ映画を作ろうと考えており、スイスを初めとする中立国での視聴を意図していた。ナチスの役人や警備員による監察下で、ゲロンは、収容されているユダヤ人たちに対して演技指導を行い、演技や笑顔を要求した。撮影は11日間に及んだ。
のちにアウシュヴィッツから生還した一部のユダヤ人は、ゲロンがこの映画撮影に対して積極性を見せることで、ナチスによる迫害から逃れられる可能性があるのではないかと信じていたのかもしれない、と推測している。これとは別に、ゲロンによる公演は「収容所での辛い日々を送る中で、一瞬だけ現実逃避をさせてくれた」と考える人や、毎週ごとにアウシュヴィッツに送られていくユダヤ人にキャバレーを見せる行為を「冒涜」と見なす人、ナチスによるプロパガンダ映画製作にゲロンが積極的に参加したことを「欺瞞」と考える人もいる。

## 死
映画の撮影が終わってまもなく、監督したゲロンや小さな子供たちを含めて撮影に参加したユダヤ人のほぼ全員が招集され、アウシュヴィッツ強制収容所に移送された。1944年10月28日、彼らがアウシュヴィッツに到着すると、ゲロンは妻やその他大勢のユダヤ人とともにガス室に送られ、そこで殺された。マルティン・ロマンは殺されることなく、アウシュヴィッツを生き延びた。同時期にアウシュヴィッツのガス室で処刑された著名人には、チェコの建築家でデザイナーのフランティシェック・ザレンカ(František Zelenka)、オーストリアの劇作家、リオポルト・シュトラウス(Leo Straus)がいる。
ゲロンが処刑された翌日、ハインリヒ・ヒムラー(Heinrich Himmler)はガス室の閉鎖を命じた。
映画は1945年の春に完成したが、破壊された。そのフィルムは1960年代半ばにチェコ・スロバキアで発見され、断片的な映像のみ現存する。

## ゲロンを題材にしたドキュメンタリー
- Kurt Gerron – Gefangen im Paradies / Prisoner of paradise von Malcolm Clarke und Stuart Sender, USA, 2002.

第75回アカデミー長編ドキュメンタリー賞にノミネート。2011年に日本でも劇場公開された。邦題『ナチス、偽りの楽園 ハリウッドに行かなかった天才』
- Kurt Gerron's Karussell von Ilona Ziok D. 1999 mit Ute Lemper, Bente Kahan, Ben Becker, Max Raabe, Manuel Göttsching, Roy Kift[9]

ホロコーストを生き延びた作家のヘルベルト・トマス・マンドル(Herbert Thomas Mandl)は、『Spuren nach Theresienstadt』（『テレーズィエンシュタットへの道』）と題したドキュメンタリー映画の中で、『総統がユダヤ人に都市を与える』を監督したゲロンについて語っている。ウテ・レンパー(Ute Lemper)が主演した『Kurt Gerron's Karussell』の語り手はロイ・キフト(Roy Kift)であり、テレーズィエンシュタットにいた頃のゲロンによる『Camp Comedy』（『キャンプ・コメディ』）の脚本も手掛けている。この演劇は、ロバート・スクルート(Robert Skloot)が『The Theatre of the Holocaust』（『ホロコーストの劇場』）と題して編集し、ウィスコンシン大学が公開している。

## 出演作品

### サイレント映画
- 1914: Fräulein Puppe, meine Frau
- 1920: Spuk auf Schloß Kitay
- 1921: Die Präriediva
- 1921: Die Apotheke des Teufels
- 1922: Der Held des Tages
- 1922: Wege des Lasters
- 1922: Frau Sünde
- 1925: Die Schmiede
- 1925: O alte Burschenherrlichkeit
- 1925: Varieté
- 1925: Halbseide
- 1925: Vorderhaus und Hinterhaus
- 1926: Der goldene Schmetterling
- 1926: Wien – Berlin
- 1926: Die drei Mannequins
- 1926: Die Kleine und ihr Kavalier
- 1926: Annemarie und ihr Ulan
- 1926: Im weißen Rößl
- 1926: Als ich wiederkam
- 1926: Der Soldat der Marie
- 1926: Der Mädchenhandel
- 1926: Eine tolle Nacht
- 1927: Die Tragödie eines Verlorenen
- 1927: Die schönsten Beine von Berlin
- 1927: Einbruch
- 1927: Die Dame mit dem Tigerfell
- 1927: Üb’ immer Treu und Redlichkeit
- 1927: Sein größter Bluff
- 1927: Glanz und Elend der Kurtisanen
- 1927: Pique Dame
- 1927: Feme
- 1927: Gefährdete Mädchen
- 1927: Die weiße Spinne
- 1927: Ein Tag der Rosen im August… da hat die Garde fortgemußt
- 1927: Ein schwerer Fall
- 1927: Gehetzte Frauen
- 1927: Die Pflicht zu schweigen
- 1927: Das Frauenhaus von Rio
- 1927: Ramper, der Tiermensch（獣人）
- 1927: Das tanzende Wien（妖艶乱舞）
- 1927: Der große Unbekannte
- 1927: Wer wirft den ersten Stein
- 1927: Dr. Bessels Verwandlung
- 1927: Benno Stehkragen
- 1928: Manege
- 1928: Liebe und Diebe
- 1928: Heut' tanzt Mariett（スイート・ハート）
- 1928: Vom Täter fehlt jede Spur
- 1928: Casanovas Erbe
- 1928: Die Yacht der Sieben Sünden
- 1929: Unmoral
- 1929: Die Regimentstochter
- 1929: Wir halten fest und treu zusammen
- 1929: Nachtgestalten
- 1929: Aufruhr im Junggesellenheim
- 1929: Die Flucht vor der Liebe
- 1929: Adieu Mascotte
- 1929: Die weiße Hölle vom Piz Palü
- 1929: Tagebuch einer Verlorenen
- 1929: Menschen am Sonntag

### 映画
- 1930: Liebe im Ring（拳闘王）
- 1930: Der blaue Engel（嘆きの天使）
- 1930: Die vom Rummelplatz
- 1930: Die Drei von der Tankstelle（ガソリン・ボーイ三人組）
- 1930: Dolly macht Karriere
- 1930: Einbrecher
- 1930: Die Marquise von Pompadour
- 1930: Ihre Majestät die Liebe
- 1931: Der Weg nach Rio
- 1931: Salto Mortale（泣き笑ひの人生）
- 1931: Bomben auf Monte Carlo（狂乱のモンテカルロ）
- 1931: Eine Nacht im Grandhotel
- 1932: Vater geht auf Reisen
- 1932: Man braucht kein Geld
- 1932: Zwei in einem Auto

### 監督作品
- 1926: Der Liebe Lust und Leid
- 1931: Der Stumme von Portici
- 1931: Meine Frau, die Hochstaplerin
- 1932: Es wird schon wieder besser
- 1932: Ein toller Einfall
- 1932: Der weiße Dämon（白日鬼）
- 1933: Heut’ kommt’s drauf an
- 1933: Kind, ich freu’ mich auf Dein Kommen
- 1933: Une femme au volant
- 1933: Incognito
- 1934: Bretter, die die Welt bedeuten
- 1935: Das Geheimnis der Mondscheinsonate
- 1936: Merijntje Gijzen’s Jeugd
- 1936: Eeen dag bij de A.V.R.O.(Dokumentarfilm)
- 1937: De drie wensen
- 1944: Theresienstadt. Ein Dokumentarfilm aus dem jüdischen Siedlungsgebiet

## ゲロンを題材にした著書
- Barbara Felsmann, Karl Prümm: Kurt Gerron – Gefeiert und gejagt. 1897–1944. Das Schicksal eines deutschen Unterhaltungskünstlers. Berlin, Amsterdam, Theresienstadt, Auschwitz (= Beiträge zu Theater, Film und Fernsehen aus dem Institut für Theaterwissenschaft der Freien Universität Berlin. Bd. 7 = Reihe deutsche Vergangenheit. Nr. 63). Edition Hentrich, Berlin 1992, ISBN 3-89468-027-X.
- Ulrich Liebe: Verehrt, Verfolgt, Vergessen. Schauspieler als Naziopfer. Beltz Quadriga, Weinheim u. a. 1992, ISBN 3-88679-197-1.
- Roy Kift: Camp Comedy. A play featuring original cabaret songs from Gerron’s Karussell cabaret, and dealing with Gerron’s moral dilemma in making the propaganda film for Goebbels. In: Robert Skloot (Hrsg.): The theatre of the Holocaust. Band 2: Six plays. University of Wisconsin Press, Madison WI u. a. 1999, ISBN 0-299-16274-5, German translation available from the author (weitere Information: Online verfügbar).
- Katja B. Zaich: „Ein Emigrant erschiene uns sehr unerwünscht.“ K. G. als Filmregisseur, Schauspieler und Cabaretier in den Niederlanden. In: Claus-Dieter Krohn, Lutz Winckler, Irmtrud Wojak, Wulf Koepke (Hrsg.): Film und Fotografie (= Exilforschung. Ein internationales Jahrbuch. Bd. 21). Edition Text und Kritik, München 2003, ISBN 3-88377-746-3, S. 112–128.
- Charles Lewinsky: Gerron. Roman. Nagel & Kimche, Zürich 2011, ISBN 978-3-312-00478-2.
- Kay Weniger: „Es wird im Leben dir mehr genommen als gegeben ….“ Lexikon der aus Deutschland und Österreich emigrierten Filmschaffenden 1933 bis 1945. Eine Gesamtübersicht. ACABUS-Verlag, Hamburg 2011, ISBN 978-3-86282-049-8, S. 185–188.

## その他
2012年に公開された日本映画『悪の教典』にて、伊藤英明が演じた主人公・蓮実聖司の人格を暗示するために「メッキ・メッサーのモリタート」が劇中歌として採用されている。

## 参考
1. ↑  IMDb und filmportal.de nennen den 28. Oktober als Sterbetag, Adolf Heinzlmeier und Berndt Schulz: Lexikon der deutschen Film- und TV-Stars 15. Oktober, Ulrich Liebe (Hrsg.): Von Adorf bis Ziemann. Die Bibliographie der Schauspieler-Biographien 1900–2000 den 30. Oktober, Kay Weniger: Das große Personenlexikon des Films „Ende Oktober“.
2. ↑  Geburtsurkunde StA Berlin XIIa Nr. 1173/1897 (ドイツ語)
3. ↑  “Kurt Gerron”. Finna. 2017年2月2日時点のオリジナルよりアーカイブ。2023年1月27日閲覧。
4. ↑  Gardner, Lyn (2001年6月1日). “Laugh or We Shoot”. The Guardian 2013年3月25日閲覧。
5. ↑  ghetto-theresienstadt.de
6. ↑  Last, Dick van Galen; Wolfswinkel, Rolf (2014). Anne Frank and After. Amsterdam University Press. p. 108. ISBN 978-9053561829
7. ↑  Erwin Leiser: „Deutschland, erwache!“ Propaganda im Film des Dritten Reiches. Rowohlt Verlag, Reinbek bei Hamburg 1968, ISBN 3-499-10783-X, S. 76 f.
8. ↑  “ナチス、偽りの楽園 ハリウッドに行かなかった天才 - 映画.com”. 2023年2月16日閲覧。
9. ↑  "Kurt Gerrons Karussell". filmportal.de. Deutsches Filminstitut. 2016年4月1日閲覧。
10. ↑  Herbert Thomas Mandl "Spuren nach Theresienstadt / Tracks to Terezín" - Interview and director: Herbert Gantschacher; camera: Robert Schabus; editor: Erich Heyduck. ARBOS Vienna-Salzburg 2007
11. ↑  Roy-Kift.com - Willkommen! at www.roy-kift.com